# Lilian Calmejane
Lilian Calmejane (ur. 6 grudnia 1992 w Albi) – francuski kolarz szosowy.

## Osiągnięcia
Opracowano na podstawie:

2014
- 1. miejsce na etapach 2 i 3b (jazda drużynowa na czas) Ronde de l’Isard

2015
- 1. miejsce w Le Triptyque des Monts et Châteaux
  - 1. miejsce na 2. etapie
- 1. miejsce na 3. etapie Tour de Bretagne
- 1. miejsce w klasyfikacji górskiej Tour Alsace

2016
- 1. miejsce w klasyfikacji młodzieżowej La Méditerranéenne
- 3. miejsce w Tour de La Provence
- 1. miejsce na 4. etapie Vuelta a España

2017
- 3. miejsce w Grand Prix Cycliste La Marseillaise
- 1. miejsce w Étoile de Bessèges
  - 1. miejsce na 3. etapie
- 1. miejsce w klasyfikacji górskiej Paryż-Nicea
- 1. miejsce w Settimana Internazionale di Coppi e Bartali
  - 1. miejsce w klasyfikacji punktowej
  - 1. miejsce na 4. etapie
- 1. miejsce w Circuit de la Sarthe
  - 1. miejsce na 4. etapie
- 1. miejsce na 8. etapie Tour de France

2018
- 3. miejsce w Grand Prix Cycliste La Marseillaise
- 3. miejsce w Classic de l’Ardèche
- 1. miejsce w La Drôme Classic
- 1. miejsce w Paryż-Camembert

2019
- 1. miejsce w klasyfikacji górskiej Tour de La Provence
- 1. miejsce w Classic de l’Ardèche
- 2. miejsce w Tour du Limousin
  - 1. miejsce na 1. etapie

2020
- 1. miejsce w klasyfikacji górskiej Route du Sud

## Rankingi
| Rok             | 2014 | 2015 | 2016 | 2017 | 2018 | 2019 | 2020 | 2021 | 2022 | 2023 | 2024 |
| --------------- | ---- | ---- | ---- | ---- | ---- | ---- | ---- | ---- | ---- | ---- | ---- |
| World Ranking   |      |      | 216. | 67.  | 99.  | 113. | 282. | 366. | 422. | 342. | 658. |
| UCI Europe Tour | 487. | 201. | 168. | 12.  | 17.  | 93.  | 230. | 305. | 337. | -    | -    |
|                 |      |      |      |      |      |      |      |      |      |      |      |
| Źródło: UCI     |      |      |      |      |      |      |      |      |      |      |      |